# Benjamin Cremaschi
Benjamin Cremaschi (* 2. März 2005 in Miami, Florida) ist ein US-amerikanisch-argentinischer Fußballspieler auf der Position eines Mittelfeldspielers. Aktuell spielt er für Inter Miami in der MLS.

## Karriere

### Im Verein
Cremaschi begann bereits in jungen Jahren mit dem Fußballspielen. Zunächst kickte er beim Key Biscane SC, ehe er zum Weston FC wechselte. Dort entwickelte er sich zu einem integralen Spieler seiner Mannschaft. So konnte er mit seiner Mannschaft 2021 die erste Saison der MLS NEXT, einer neu gegründeten Nachwuchsliga, in der Kategorie U-16 gewinnen. Cremaschi wurde in dem Turnier als bester Spieler mit dem goldenen Ball ausgezeichnet. Im Sommer 2021 wechselte Cremaschi schließlich in die Nachwuchsabteilung des noch relativ neuen Vereins Inter Miami. Dort wurde er zunächst im Jugendbereich eingesetzt, ab der Saison 2022 wurde er Bestandteil des Kaders von Inter Miami II in der MLS Next Pro. Dort debütierte er am 26. März 2022 beim 2:0-Sieg gegen die zweite Mannschaft von Columbus Crew. Bei der folgenden 6:7-Niederlage nach Elfmeterschießen gegen die zweite Mannschaft von Philadelphia Union konnte er auch sein erstes Tor erzielen. Insgesamt beendete er die Saison mit 13 Einsätzen, bei denen er fünf Tore erzielte.
Im November 2022 unterschrieb Cremaschi seinen ersten Profivertrag im Verein und gehörte ab der Saison 2023 zum festen Kader von Inter Miami in der MLS. Auch dort gab er direkt am 1. Spieltag sein Debüt, als er beim 2:0-Sieg gegen CF Montréal in der Nachspielzeit für Rodolfo Pizarro eingewechselt wurde. In der Folge etablierte er sich im Kader und wurde nach und nach zum Stammspieler im Mittelfeld seiner Mannschaft. So kam er insgesamt in 28 MLS-Spielen in der Saison zum Einsatz. Daneben kam er in allen Spielen im Leagues Cup zum Einsatz, den er gemeinsam mit seiner Mannschaft gewinnen konnte. In der Vorbereitung auf die Saison 2024 zog sich Cremaschi jedoch eine Leistenverletzung zu, wegen der er operiert wurde und mehrere Monate ausfiel. Er gab beim 3:2-Sieg gegen Sporting Kansas City am 14. April 2024 schließlich sein Comeback.

### In der Nationalmannschaft
2022 kam Cremaschi in drei Spielen der US-amerikanischen U-19-Nationalmannschaft zum Einsatz. In der Folge nahm er an Trainingslagern sowohl der US-amerikanischen U-20-Nationalmannschaft als auch der argentinischen U-20-Nationalmannschaft teil, für die er beide spielen dürfte. Im September 2023 wurde er von Trainer Gregg Berhalter erstmals für die US-amerikanische A-Nationalmannschaft nominiert. Dort gab er am 13. September 2023 beim 4:0-Sieg gegen den Oman sein Debüt, bei dem er in der 71. Spielminute für Malik Tillman eingewechselt wurde. In der Folge kam er jedoch mehrheitlich in der U-23-Nationalmannschaft zum Einsatz.

## Titel
- Leagues Cup: 2023